# Ян Колчек із Закшува
Ян Колчек із Закшува та Біркова гербу Топор (пом. бл. 1375) — державний діяч Королівства Польського, підчаший краківський (1356—1364), охмістр двору королеви (1366—1370), підкоморій сандомирський (1369—1374), маршалок королівського двору (1369—1374), староста сандомирський (1373—1374).

## Життєпис
Про час народження та молоді роки Яна невідомо. Батька звали Ґжеґожем, мав також молодшого брата — Спитка, який був підчашим і підкоморієм сандомирським. Писався «із Закшува та Біркова», дідичем якого він був.
Обіймав посади підчашого краківського (1356—1364), охмістра двору королеви Ядвіги Заганьскої (1366—1370), підкоморія (1369—1374) та старости (1373—1374) сандомирського, маршалка королівського двору (1369—1374).
Був одружений з Анною з Верцишува гербу Леліва, дітей не мали.
Помер близько 1375 року, похований у костелі Святої Трійці у Кракові.